# Mostarda e Profumo alla fiera di Gonzaga
Mostarda e Profumo alla fiera di Gonzaga è un romanzo per ragazzi di Pietro Sissa del 1976, vincitore del Trofeo Palma d'argento al Salone Internazionale dell'Umorismo di Bordighera.

## Trama
Il libro è diviso in quindici capitoli, ciascuno incentrato su un episodio che si svolge lungo il percorso tra Castellucchio e Gonzaga.

### I.Le mucche e il pesce
Tutte le estati il gatto Mostarda e il cane Profumo, che vivono in una corte agricola presso Castellucchio, nel Mantovano, sentono magnificare la fiera millenaria di Gonzaga, e un anno decidono di recarvisi di persona, per porre una domanda a un asino sapiente di nome Piotre, se sia più importante la giustizia (tenuta in gran conto dai cani come Profumo) o la libertà (preferita dai gatti come Mostarda). 
Mostarda e Profumo, dopo essersi travestiti da esseri umani coi vestiti dei loro padroni, si mettono in marcia ma presto sentono i morsi della fame. Ingolositi da un grosso pesce che vedono nuotare in uno stagno, convincono delle mucche al pascolo a berne tutta l'acqua, con la scusa di una gara per la mucca con la pancia più grossa. Dopo aver preso il pesce e acceso il fuoco per cuocerlo, Mostarda manda Profumo a prendere altra legna nel bosco, e mangia il pesce di soppiatto dicendo poi al cane che esso, ancora vivo, si era gettato tra le fiamme ed era bruciato.

### II.La banda del gorgonzola
Mostarda e Profumo si offrono di fare da pali ad una banda di ladri che vogliono depredare una bottega alimentare. Vengono però catturati dai carabinieri e condotti in cella; ma una volta appurato che si tratta di un gatto e di un cane, sono lasciati andare.

### III.L'albero e il leone
Mostarda si arrampica su un albero per prendere le uova d'uccello dai nidi, ma non ne lascia per Profumo, che allora lo sfida ad attraversare a nuoto il fiume Oglio. Il gatto trova il modo di stare in groppa al cane.

### IV.In corriera
Mostarda e Profumo, stanchi per il cammino, prendono una corriera di linea. Mostarda finisce a sedere accanto a un omone che gli racconta che in Cina gli è capitato di mangiare cani e gatti, con una predilezione per questi ultimi.

### V.I topi del castello
Giunti a Spineda, Mostarda e Profumo chiedono ospitalità per la notte in un castello mezzo diroccato. La castellana, un'anziana marchesa, li accoglie ma spiega loro che i topi la fanno da padroni. Nel cuore della notte, Mostarda è catturato dai roditori, che lo processano come nemico della loro razza, ma il gatto con l'aiuto di Profumo riesce ad attirarli in uno stanzino che serve da dispensa e a farli murare vivi.

### VI.La pelle del leone
A Sabbioneta, Mostarda e Profumo tentano senza successo di vendere la pelle del leone donata loro dalla marchesa. Per ripicca, Profumo prova a spaventare gli abitanti facendo credere loro di essere un vero leone, ma rimedia solo un paio di schioppettate addosso.

### VII.L'autocarro e le galline
Mostarda e Profumo chiedono un passaggio a un camion che trasporta un carico di polli per il macello. Il cane, impietosito dal lamento del gallo che deplora il suo destino, prima di saltar giù apre tutte le gabbie e ottiene in ricompensa tutte le uova che le galline depongono quel giorno, con le quali si fa un'enorme frittata.

### VIII.Vari mestieri
Arrivati a Viadana senza più soldi, Mostarda e Profumo cercano lavoro. Mostarda diventa prima commesso di macelleria poi aiuto calzolaio, Profumo garzone di barbiere.

### IX.Amori diversi
In una cascina Mostarda e Profumo si esibiscono come saltimbanchi. Profumo s'innamora di una cagnolina, che però il padrone porta via con sé in villeggiatura. Si fermano poi dalla signorina Gaetana, una zitella che li assume per fare i lavori di casa, e lì Mostarda mette gli occhi su una gattina. I miagolii d'amore di Mostarda sono così rumorosi che vengono scambiati per trambusto causato da ladri. Passata l'infatuazione, i due riprendono il viaggio.

### X.Una società che dura poco
Una volpe lusinga Mostarda e lo persuade a mettersi in società con lei per razziare i pollai. Il gatto però non ottiene la sua parte di cibo dalle scorribande e rischierebbe di trovarsi ridotto a mal partito se Profumo, che l'aveva messo in guardia, non intervenisse ad aiutarlo. Il cane e il gatto attraversano poi il Po, sul ponte presso Dosolo.

### XI.L'incendio
A Guastalla, Mostarda e Profumo aiutano i pompieri alle prese con un grande incendio: Profumo porta la canna ad attingere acqua da un canale, Mostarda si arrampica fino a un balcone dove si trova un vecchietto rimasto bloccato e salta giù con lui nel telone.

### XII.Pranzo in trattoria
Mostarda e Profumo pranzano in una trattoria presso Luzzara ma, al momento di fare il conto, il gatto escogita un trucco per andarsene senza pagare. Sono però acciuffati dall'oste che, accorgendosi che i suoi clienti erano un gatto e un cane, decide di mettere il primo all'ingrasso per poi servirlo come se fosse lepre, e di usare il secondo come sguattero. Profumo riesce comunque a liberare l'amico e il viaggio può riprendere.

### XIII.Gli zingari
Dopo aver sognato i padroni, Profumo è in preda alla nostalgia di casa, ma Mostarda gli ricorda la meta che si sono prefissi. Giunti nei pressi di un accampamento di zingari, sono attirati dall'odore dei polli messi a rosolare. Mostarda ne sottrae uno di nascosto, ma lo stesso colpo non riesce a Profumo, che è catturato dagli zingari. Questi tengono degli altri cani per ammaestrarli a fare numeri da circo, ma senza risultati significativi, a differenza che con Profumo che per questo ottiene un trattamento di favore. A Suzzara Profumo è venduto a un circo; durante uno spettacolo, un battibecco tra una capra e un leone scatena la furia di quest'ultimo. Il pubblico abbandona il tendone in preda al panico e Profumo può fuggire con Mostarda, che l'aveva seguito da presso.

### XIV.La fiera di Gonzaga
Mostarda e Profumo arrivano alla fiera e rimangono frastornati per il chiasso, la grande folla dei visitatori e la varietà delle attrattive. Per approfittare di un'occasione per guadagnare qualche soldo, si offrono come "bersagli viventi" delle palle di pezza al posto dei mascheroni inanimati, ma Mostarda schernisce eccessivamente un tiratore che l'ha mancato e deve fuggire con Profumo per incorrere nelle sue ire. Si propongono poi di sostituire due suonatori che avevano piantato in asso l'orchestrina jazz e, uno alla batteria, l'altro al contrabbasso, ottengono un successo straordinario, ma subito dopo aver ricevuto il loro compenso sono derubati da quattro manigoldi.

### XV.L'asino Piotre
Mostarda e Profumo cercano senza successo l'asino sapiente Piotre. Dopo che il gatto ha perso tutto il denaro al gioco dei tre bussolotti, cosa che lo fa litigare con Profumo, i due notano un asino che fa girare una giostra e che suggerisce loro di andare a contare le formiche per fare sbollire la rabbia. Mostarda e Profumo seguono il consiglio e si rappacificano; si convincono che l'asino sia Piotre e tornano da lui, che spiega che si è stancato di stare in un baraccone a dare consigli e preferisce lavorare in mezzo ai bambini. Mostarda e Profumo gli chiedono se siano migliori i cani o i gatti, e Piotre risponde che non si può dire, poiché sono "diversi". Allora lo incalzano domandando se sia più importante la libertà o la giustizia; la risposta è che sono interdipendenti. Il discorso si sposta sulla felicità, che Piotre sostiene dipendere da uno stato interiore (mentre libertà e giustizia dipendono da ciò che avviene all'esterno dell'individuo). Alla fine, seguendo l'ultimo consiglio di Piotre, Mostarda e Profumo si concedono un giro sulla giostra.

## Edizioni
- Pietro Sissa, Mostarda e Profumo alla fiera di Gonzaga, collana Libri per ragazzi, illustrazioni di Ivo Sedazzari, n. 65, Torino, Einaudi, 1976.
- Pietro Sissa, Mostarda e Profumo alla fiera di Gonzaga, collana Junior 10+, illustrazioni di Claudio Gardenghi, n. 15, Milano, Mondadori, 1990, ISBN 8804338571.